# ネイサン・ドレイク

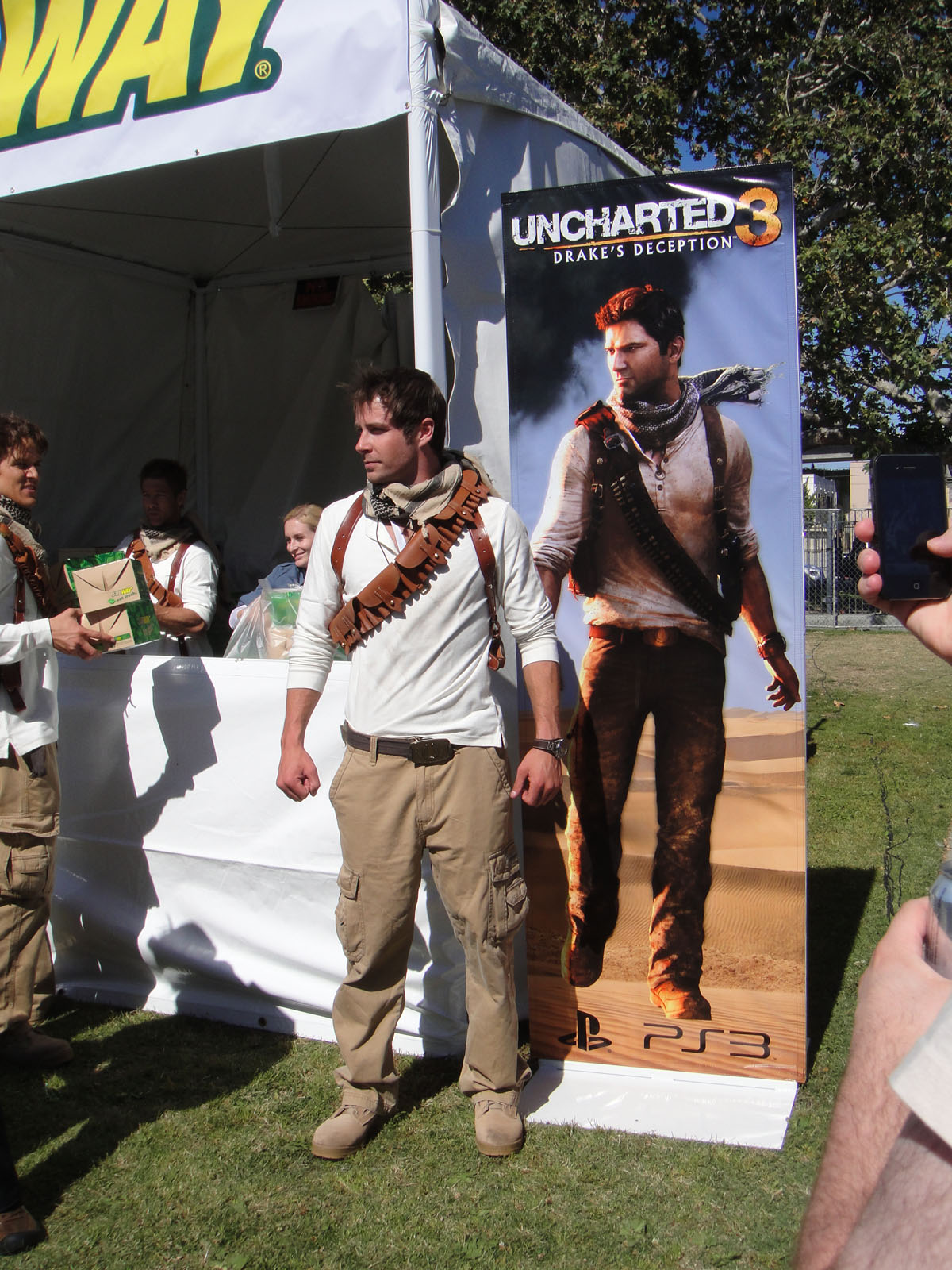
ネイサン・ドレイクの服装をした男性。

ネイサン・ドレイク (英語: Nathan Drake) は、アンチャーテッドシリーズの主人公でプロのトレジャーハンター。本名は「ネイサン・モルガン」で、愛称は「ネイト」。
開発初期段階のフェイスモデルの一部は、コメディアンのジョニー・ノックスビルであったが、これは後に変更された。

## 人物
歴史や考古学に関する豊富な知識を持つ、優秀なトレジャーハンター。トレジャーハンター達の伝説であるフランシス・ドレイク卿の子孫を自称し、祖先の遺した冒険の日記などを元に、世界中の遺跡に残された謎と宝を追い求めている。
常に首に下げているリングはドレイク卿の遺品。リングには「偉業も小さな一歩から」というドレイクの格言が彫られており、これはネイトのモットーとなっている。しかし、3作目『砂漠に眠るアトランティス』終盤で崩れゆく砂漠のアトランティスと共に砂に埋没したため、4作目『海賊王と最後の秘宝』では身に着けていない。
洞察力が鋭く、わずかな手掛かりからでも謎を解き明かすことができる。また、身体能力も優れており、険しい場所も難なく登れる卓越したクライミング能力を持つ。銃火器の扱い、ロープアクション、格闘術、飛行機や水上バイクなどの乗り物の操縦にも長けている。
性格は皮肉屋だがユーモアに溢れ、危険な状況でも軽口をたたく余裕を失わない。平和な日常を退屈に思い、お宝や謎解き・スリルを好む根っからの冒険好き。

## 来歴

### 生い立ち
探検家である母 カサンドラ・モルガンの次男として生まれる。父親については名前や職業も含めて、作中ではあまり語られていない。5歳年上の兄のサミュエルには、可愛がられていた。
幼い頃には、家中に考古学の資料や骨董品の入ったダンボールが溢れる家だったらしく、発掘場所を巡って頻繁に各地を転々とする生活であったことから、ダンボールから荷物を出さない状態であったらしい。
母親はなんらかの重い病いに侵されていたとの証言もあるが、深くは語られていない。ネイトの父親が蒸発し、その後に母親が自殺した後、5歳の時に父親が親権を放棄して、兄弟ともに児童養護施設である修道院に入れられることになる。

### 10代
修道院暮らし
10代前半の頃まで、修道院で暮らしていた。いじめに遭っており、手間のかかる子供としてシスターからは煙たがられており、外で暮らす兄のサミュエル（サム）の帰りを待ちわびていた。この頃から、壁をよじ登ったり屋根の上を飛び回る技術をサムに仕込まれていた。身体が小さく筋力がなかったものの、当時からかなりの動きを見せていた。また、この頃に図書室でフランシス・ドレイクの著書をサムと一緒に読んだ影響で彼に憧れを抱くようになり、以後はサムと共にドレイクの姓を名乗るようになる。(4作目：『海賊王と最後の秘宝』)
ドレイクの子孫を騙る
修道院を飛び出し、そして母カサンドラの出資者である富豪の老婆エヴリンが母の冒険日誌を持っていると知り、サムと共に屋敷に侵入。エヴリンから母の事と、母の日誌を受け取るも、直後にエヴリンは心臓発作で死去。
この一件により、モルガン兄弟は「住居侵入」および「強盗殺人」の容疑で警察に追われる身となった。母が話していた「ドレイク卿には隠された子孫がいる」という話を思い出した2人は、ドレイク卿の子孫に成り済まして戸籍を偽ることを思い付く。サムの知り合いにより戸籍を変え、正式にドレイクの姓になる。(4作目：『海賊王と最後の秘宝』)
サリーとの出会い
しばらくはエヴリン邸不法侵入の容疑から身を潜めるためサムと別れ、コロンビアのカルタヘナにある博物館で展示されているドレイクの遺品を形見分けとして盗もうとした時にサリーと出会い、サリーの財布を掏ってショーケース(ドレイク卿の指輪が展示されている)の鍵を盗んだ。その後、キャサリン・マーロウの私兵に追われた所をサリーに助けられ、以降はサリーから探検家としてのテクニックを学ぶ。
サリー曰く、当時からスリの腕とセンスはあったが、テクニックはイマイチとのこと。博物館への侵入や屋根を飛び回っての逃走など、当時からかなりの機敏さを有していたが、銃を撃つ腕と度胸は全くなかった。（3作目『砂漠に眠るアトランティス』）
15歳の頃
サリーに会ってからしばらく後、15歳の時に、なんらかの罪に問われてペルーの刑務所に入ることになるが、サリーの助けで刑務所から出る。（3作目『砂漠に眠るアトランティス』）

### 20代
『地図なき冒険の始まり』
ネイティブアメリカンとスペイン人が戦争を繰り広げた土地に莫大な遺産が眠っていると知り、友人のジェイソン・ダンテとともに中央アメリカに赴く。
そこで彼らは、姿を消した考古学者の祖父を探しているというマリサ・チェイスという謎の女性に出会う。遺跡に隠された謎を解くうちに、伝説の黄金都市シボラへのカギである『黄金のアミュレット』の存在を知ると共に、シボラの財宝を狙うグエロ一味と戦いを繰り広げていく。
『海賊王と最後の秘宝』の15年前 （23歳）
兄弟で夢見ていた海賊ヘンリー・エイヴリーの財宝の手掛かりを求めて、兄のサムと、同じトレジャーハンターのレイフ・アドラー共にパナマの刑務所に潜入。しかし、刑務所からの脱出の際にサムが撃たれてしまい、ネイトはレイフと2人で刑務所を脱出。この一件でサムが死んだと思い込み、ヘンリー・エイヴリーの財宝探索を断念する。

### 30代
『エル・ドラドの秘宝』
ジャーナリストのエレナと出会い、彼女と共に海底からドレイク卿の棺を引き上げた。その棺の中にあった「ドレイク卿の手帳」を元に、エル・ドラドの黄金像伝説を追う冒険に出る。また、同じくエル・ドラドの黄金像を追いかけるローマン一味との戦いに身を投じていく。
『黄金刀と消えた船団』
顔馴染みのトレジャーハンターであるハリー・フリンから、トルコの博物館に展示されているオイルランプを盗む話を持ち掛けられた。これがきっかけとなり、マルコ・ポーロの消えた13隻の船団の謎と、幻の仏教王国「シャングリラ」の秘宝「チンターマニ石」を追う大冒険に乗り出す。しかし、残虐な亡命戦争犯のラザレビッチが同じくチンターマニ石を狙っており、彼が率いるテロ組織の軍隊が行く手に立ちはだかる。
この冒険の後にエレナと交際を始め、ペアリングをするほど親密になるが、後に価値観の違いから別れてしまう。
『砂漠に眠るアトランティス』（35歳）
自身が先祖と自負するフランシス・ドレイクも探したという、莫大な富が眠っているとされる幻の古代都市「砂漠のアトランティス」を探し求め、相棒のサリーとともに再び世界中を飛び回る冒険へと飛び立つ。その道中では、冷酷な指導者マーロウが率いる秘密結社が行く手を阻む。マーロウとの戦いの末、ルブアルハリ砂漠で砂漠のアトランティスを発見する。

この時に手掛かりの地であるイエメンにて、偶然エレナが海外特派員として活動している事を知り、協力を求めるために再会する。はじめの内はお互い終わった事だとあくまで知人として共に行動するも、紆余曲折の末にお互い大切な人だと再認識してヨリを戻した。
『海賊王と最後の秘宝』（38歳）
砂漠のアトランティスを巡る冒険のあとにエレナと結婚し、それを期にトレジャーハンターを引退。私営の海難救助会社で働いていた。
それから3年の月日が経った頃、死んだと思っていた兄サムが突然生きて帰ってきた。そして、サムの窮地を知ったネイトは、かつて一度断念した海賊ヘンリー・エイヴリーの財宝を追い求め、サムとサリーともに再び冒険の旅に出る。この頃、やや白髪があることをサムに指摘されている。
一方、大富豪のトレジャーハンター・レイフも同じくエイヴリーの財宝を追っており、彼に雇われた民間軍事会社「ショアライン」の女ボス・ナディーンと、彼女が率いる強力な軍隊が行く先々で襲い掛かってくる。一行は苦労の末にエイヴリーの財宝が眠るとされる、失われた海賊たちの国 ｢リバタリア｣ にたどり着く。
冒険後は雇い主のジェイムソンが兼ねてより老齢を機にネイトに会社を譲る事を提案し、彼の好意とエレナの後押しもあり会社を買い取る。そして冒険する時の表情が好きとのエレナの後押しもあってトレジャーハントを再開する事となった。

### 引退後
『海賊王と最後の秘宝』（年齢不明）
4作目のエピローグでは、10歳くらいの愛娘キャシーがおり、目尻にはシワが増え、髪や髭に多くの白髪が混ざっている。サムやサリーとも「大切な家族」として、時折家を訪れるほどの交友関係を続けている。
ビーチの前に建っている大きな自宅と仕事場を持っており、大型ボートも購入しているなど、本編ラストで購入してやり始めた事業はかなり成功している模様である。
4作目以降に、海難救助会社を営むかたわらエレナと共に、遺跡などの発掘を行う会社「アンチャーテッド」を興しており、世界各地の秘境を探検しては、貴重な遺跡や秘宝などを発見している。様々な雑誌の表紙を飾るなど、探検家として考古学界では名の知られた存在となっている。
キャシーには大人になったらかつての違法な冒険を教えるつもりでいたが、キャシーがその「軌跡」を見つけたため、血は争えないなと今までの冒険譚を語る所で物語の幕は下りる。

## 人間関係
ヴィクター・サリバン（サリー）
ネイトの相棒で、25歳年上。1作目の「エル・ドラドの秘宝」では推定55歳前後、4作目の「海賊王」では63歳、4作目のエピローグでは推定73～75歳頃になっており現役引退して優雅に過ごしている。
詐欺師であり、女好きで、根っからの探検家でもある。ネイトとは良き友で最高のコンビでもあり、探検家としての技術を伝授された師と弟子のような関係にある。
子供の頃にはなかったネイトの皮肉な性格と軽口は、サリーの影響と思われる。3作目『砂漠に眠るアトランティス』で、ネイトとサリーの出会いのエピソードが描かれている。名前は、「ビクター」との表記の場合もある。
エレナ・フィッシャー
ネイトの恋人。1作目『エル・ドラドの秘宝』で出会ったジャーナリストで、冒険番組『アンチャーテッド』の司会を務めていた。当初は、ネイトに冒険に置いて行かれるなど裏切りに遭ったものの、ネイトと幾多の冒険を共にし、互いの危機を何度も助け合った。
2作目『黄金刀と消えた船団』の後に交際し始めたが、仕事のすれ違いからなかなか仲が進展せず、価値観の違いから一度は別れてしまう。しかし、3作目『砂漠に眠るアトランティス』の冒険を経てヨリを戻し、その後についにネイトと結婚。マイホームを持ち、ネイトと2人で幸せに暮らす。
4作目『海賊王と最後の秘宝』では、ネイト達を救援するために島まで訪れる。その冒険の後に、ネイトとの間に娘キャシーをもうけ、海岸沿いの一軒家と仕事場で3人と犬一匹とで暮らしている。
クロエ・フレイザー
ネイトの元恋人。2作目『黄金刀と消えた船団』と3作目『砂漠に眠るアトランティス』で登場したトレジャーハンター。現在はキスなどはするが、関係は解消しており、クロエにエレナのことを好きかと聞かれたネイトは、クロエに謝罪している。
チャーリー・カッター
第3作目『砂漠に眠るアトランティス』に登場した、秘密結社に雇われたトレジャーハンター。ネイト達とは以前から付き合いがあり、情報を手に入れる為にマーロウを騙して近づき、一芝居打っていた。歴史にも詳しく、ネイトに匹敵する知識と洞察力と身体能力を持っている。また、重要事項はしっかりメモを取るなど、かなりのやり手。負けず嫌いでもある。閉所恐怖症。4作目『海賊王と最後の秘宝』でも、名前だけ出るが未登場。

### 家族
実兄：サミュエル・ドレイク（サム）
ネイトの5歳年上の実兄。4作目『海賊王と最後の秘宝』で初登場。少年時代に修道院暮らしのネイト共に母カサンドラの雇い主の屋敷に侵入し、母の遺品のノートをネイトに見せた。15年前にネイトと共にパナマの刑務所に侵入した際、脱出時に撃たれてしまう。ネイトにはこの時死亡したと思われていたが、生きて15年間刑務所に捕らわれていた。ネイト以上にスリルと冒険を好み、『海賊王と最後の秘宝』の冒険の後もトレジャーハントを続けている。
母親：カサンドラ・モルガン
サムとネイトの母親。第4作において、トレジャーハンターないしは探検家であったことが語られている。カサンドラの雇い主であった老婆エヴリンからは、「私が知る限り、最高の歴史家」と称賛されている。「ネイトの父親が蒸発し、カサンドラ自身も重い病に侵されていたこともあって自殺した」とエヴリンによって語られているが、真相は不明である。
父親
サムとネイトの父親。母親のトレジャーハンティングの際に出会ったようであるが、ネイトが5歳の時に親権を放棄し、消息不明の模様。サムからは「母親を捨てたクソ親父」と罵られている。
娘：キャシー
ネイトとエレナの娘で、眼鏡をかけている。4作目『海賊王と最後の秘宝』のエピローグに登場した当時は、10～12歳前後と見られる。言葉遣いがあまり良くなく、度々ネイトとエレナに注意されている。両親の影響からか考古学の知識も持ち合わせており、ネイト達の古代遺跡の調査に同行しているらしく、探検家雑誌『アドベンチャーライフ』の表紙に登場している。ネイト達の過去の大冒険のことは、ネイトの意向でまだ知らされていない。
なお、キャシーは「カサンドラ」という名前の一般的な愛称であり、ネイトは娘に「母の名前」を付けたと推測される。
愛犬：ヴィクター
ネイト一家の飼い犬。愛称はビッキー。サリーのファーストネームから名付けた。4作目『海賊王と最後の秘宝』のエピローグに登場した。

## 評価・分析

### クライミングに関して
ネイサンの優れたクライミングの能力は、実際の人間では身に付けることができないとする意見もあるが、その一方で、『アンチャーテッド エル・ドラドの秘宝』のチャプター5の城壁をクライミングする場面を閲覧した上で、外岩といわれるクライミング方法（高さ数百メートルを登る）やボルダリング（高さ3～4メートルを登る）、フリークライミング（高さ10～15メートルを登る）などの訓練を行えば実際の人間でもそのスキルを身に付けることができるとする意見もある。

## 登場作品
- アンチャーテッドシリーズ
  - アンチャーテッド エル・ドラドの秘宝
  - アンチャーテッド 黄金刀と消えた船団
  - アンチャーテッド 砂漠に眠るアトランティス
  - アンチャーテッド 海賊王と最後の秘宝
  - アンチャーテッド 地図なき冒険の始まり
- アンチャーテッド (映画)
- プレイステーション オールスター・バトルロイヤル - ゲスト出演。

## 担当声優・俳優
原語版声優
- ノーラン・ノース（ゲーム版）
- ビリー・アンガー（『砂漠に眠るアトランティス』若年期）
- ブリテン・ダルトン（『海賊王と最後の秘宝』若年期）

日本語版声優
- 東地宏樹（ゲーム版）
- 池松壮亮（『砂漠に眠るアトランティス』若年期）
- 斎賀みつき（『海賊王と最後の秘宝』若年期）
- 榎木淳弥（実写映画版・日本語吹き替え）

俳優
- ノーラン・ノース（ゲーム版〈モーションアクター〉）
- ビリー・アンガー（ゲーム版・若年期〈モーションアクター〉）
- トム・ホランド（実写映画版）